# Convoi PQ 18
Seconde Guerre mondiale
Batailles
Bataille de l'Atlantique
- Bataille des Caraïbes
- Blocus allié de l'Allemagne
- Guerre météorologique
- Bataille du Rio de la Plata
- Opération Berlin
- Bataille du détroit de Danemark
- Opération Neuland
- Torpedo Alley
- Opération Paukenschlag
- Opération Postmaster
- Opération Cerberus
- Opération Biting
- Opération Chariot
- Bataille du Saint-Laurent
- Opération Frankton
- Bataille de la mer de Barents
- Mai Noir
- Bataille du cap Nord
- Opération Stonewall
- Opération Teardrop

Front d'Europe de l'ouest

Front d'Europe de l'est

Campagnes d'Afrique, du Moyen-Orient et de Méditerranée

Guerre du Pacifique

Guerre sino-japonaise

Théâtre américain
Le convoi PQ 18 est le nom de code d'un convoi allié durant la Seconde Guerre mondiale. Les Alliés cherchaient à ravitailler l'URSS qui combattait leur ennemi commun, le Troisième Reich. Les convois de l'Arctique, organisés de 1941 à 1945, avaient pour destination le port d'Arkhangelsk, l'été, et Mourmansk, l'hiver, via l'Islande et l'océan Arctique, effectuant un voyage périlleux dans des eaux parmi les plus hostiles du monde.

## Histoire

### Le convoi et son escorte
Le convoi PQ 18, composé de 40 bâtiments lourdement chargés, quitte Loch Ewe, en Écosse, le 2 septembre 1942, sous la protection d'une cinquantaine navires d'escorte, dont le porte-avions d'escorte HMS Avenger — qui est le premier navire de ce type à accompagner un convoi de l'Arctique — et deux croiseurs antiaériens.

### L'attaque
Le 6 septembre, lorsque le convoi est détecté par la Luftwaffe, l'Oberkommando der Marine donne l'ordre à Dönitz de mettre en route de Kiel sept autres nouveaux bâtiments, portant ainsi à 22 le nombre d'attaquants. Le navire-amiral Avenger, bien que déclaré cible principale, ne put être coulé, mais ses Sea Hurricane n'eurent aucun succès contre les avions qui tenaient le contact.
Les douze U-Boote et nombreux bombardiers qui participèrent à l'action coulèrent 13 navires marchands, mais ce résultat fut cher payé : les U-88, U-589 et U-457 ont été coulés et quatre autres sérieusement avariés ; 44 avions furent également perdus.

## Conséquence
Les contraintes dues à la préparation et l’exécution de l'opération Torch (débarquement en Afrique du Nord) contraignirent les Alliés à suspendre jusqu'à la mi-décembre les convois de Mourmansk. Ils planifièrent alors l'opération FB, mais les tentatives de les remplacer par des bâtiments rapides isolés ne fut guère concluante (cinq bâtiments sur treize arrivés).
Bien que les convois de Mourmansk aient été considérés à bien des égards comme les plus risqués, l'océan Arctique sera toujours, pour Dönitz, le théâtre d’opérations le moins rémunérateurs pour sa « guerre économique au tonnage ».